# Grambow (bei Schwerin)
Grambow ist eine Gemeinde im Süden des Landkreises Nordwestmecklenburg in Mecklenburg-Vorpommern (Deutschland). Sie wird vom Amt Lützow-Lübstorf mit Sitz in der Gemeinde Lützow verwaltet.

## Geografie

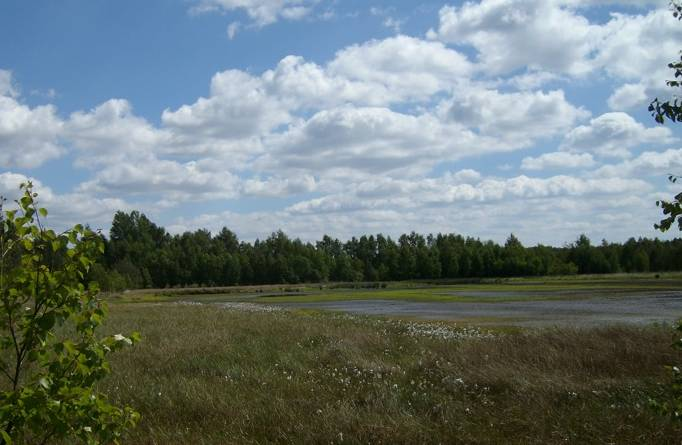
Grambower Moor

Die Gemeinde Grambow liegt nur acht Kilometer westlich von Schwerin in hügeligem Gelände. Hier verläuft die Nordsee-Ostsee-Wasserscheide: in Richtung Süden zur Elbe und nach Norden über die Stepenitz zur Ostsee. Durch das Gemeindegebiet fließt die Zare. Das Gemeindegebiet grenzt im Süden und Osten an den Landkreis Ludwigslust-Parchim. Teilbereiche des Grambower Moors wurden nach 1990 wiedervernässt zwecks Regeneration.
Zu Grambow gehört der Ortsteil Wodenhof. Weitere Wohnplätze sind Charlottenthal, Schäferei und Ziegelei.

## Geschichte
Die Vasallen der Grafen von Schwerin, die von Brüsewitz haben das Land um Grambow als Locatoren besiedelt. Das geschah etwa ab 1150. Mit ihren Verwandten, den von Weltzien wandten sie sich weiter östlich neuen Aufgaben zu. Es wurden aber noch 1391 Brüsewitze in der Grafschaft Schwerin genannt. Den von Brüsewitz folgen die von Halberstadt, ebenfalls ein Schweriner Vasallengeschlecht. Sie wurden 1337 mit Brütz und 1357 der Hofmarschall und Burgmann Henning Halberstadt mit Grambow belehnt. Von den Halberstadt erwarben die von Lepel wohl in mehreren Abschnitten von 1590 bis 1610 Grambow. Adam von Lepel wohnte seit seiner Hochzeit 1596 mit Ilsabe von Pressentin auf Grambow und wurde nach Erhalt des Lehnbriefes 1610 in die Ritterschaft aufgenommen. Aus der aus Hamburg stammenden Glasmeisterfamilie Kauffeldt übernahm Heinrich Kauffeldt 1697 von Klaus Friedrich von Lepel die Glashütte in Grambow.
Zuletzt entspann sich ein heftiger Rechtsstreit um Grambow zwischen den von Pressentin, von Plessen, von Zülow und dem Pfandinhaber, wobei die von Lepel nur noch passiv mitwirkten. Mit dem Vertrag von 1766 verkaufte Joachim Otto Friedrich von Lepel auf Rambow die letzten Rechte an Grambow und was sonst noch an Besitz war. Für 58.000 Thaler erhielt nun der schwedische Pfandinhaber Mathias Nicolaus Thomsen Grambow mit der wendischen Koppel. 1783 erbte dessen Sohn Grambow, der 1799 einen großen Torfstich einleitete. Er vertauschte Grambow mit Clausdorff. Nächster Besitzer wurde 1803 der Hamburger Heinrich Andreas Flügge. Er legte 1806 eine Ziegelei am Landweg nach Groß Brütz an. 1807 ist auch die Glashütte wieder eingerichtet und wurde von einer Hamburger Gesellschaft, später dann von J. C. Berenberg, betrieben. Das Gut ging mit seinem Tode in Konkurs.

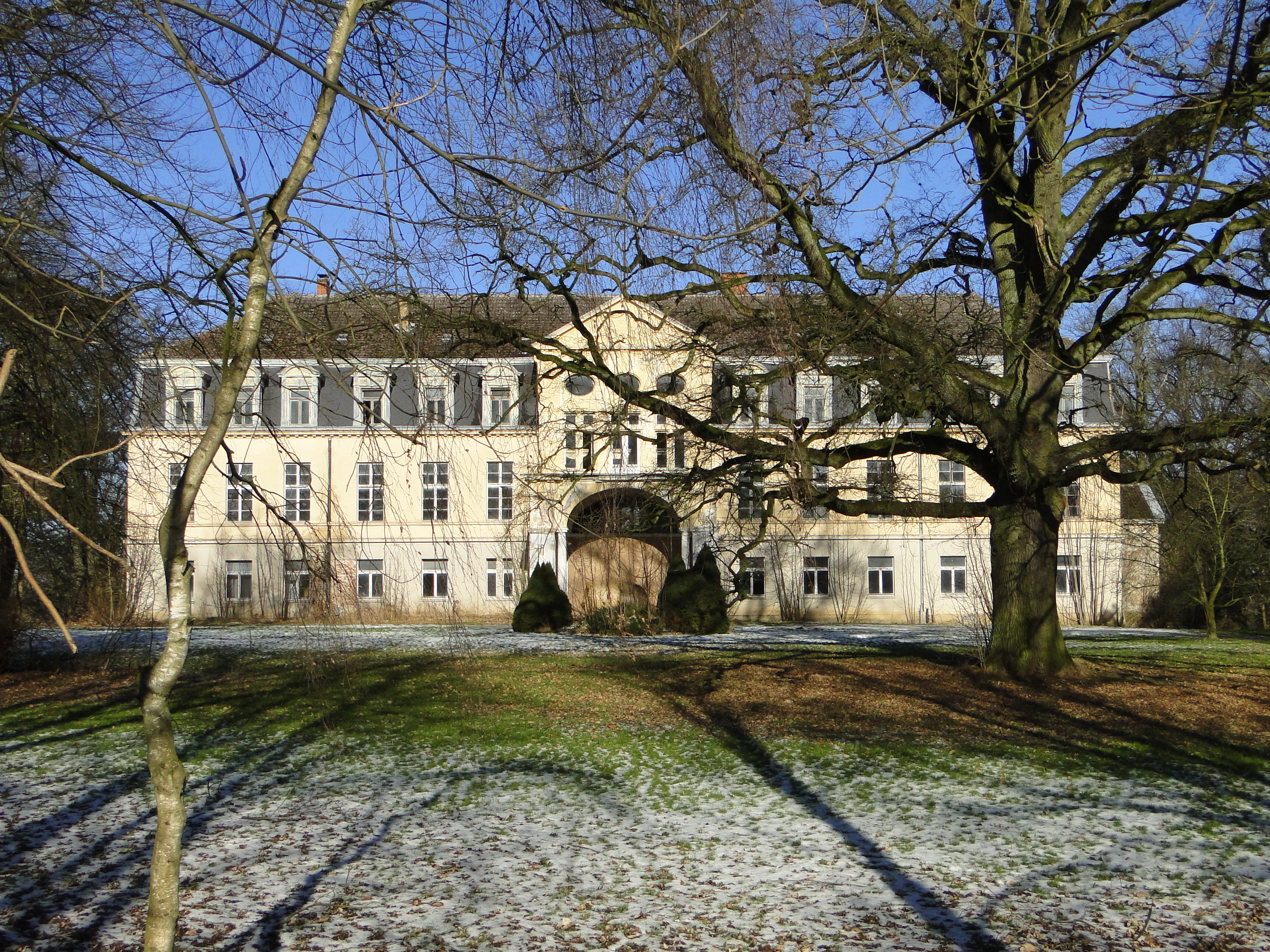
Herrenhaus Grambow

Am 21. April 1817 kaufte der Großherzoglich Mecklenburg-Schwerinsche Geheime Finanzrat Israel Jacobsen auf Tressow bei Waren das Gut Grambow. Er war ein bedeutender Geschäftsmann mit vielseitigen Interessen und Begabungen. 1818 legte er die Pertinenz Charlottenthal an. Mit Hilfe des Schweriner Landbaumeisters Carl Adolph Hermes errichtete er ab 1840 neue Wirtschaftsgebäude und ließ die vorhandenen Bauten erneuern. Unter Einbeziehung alter Bauteile wurde bis 1845 ein zweieinhalbgeschossiges Herrenhaus gebaut. Sein Sohn, der Berliner Bankier Meyer Jacobsen, war der Erbe und übergab Grambow 1846 an seinen Sohn Gottlieb. Dieser lebte und wirtschaftete schon in Grambow. Doch 1856 verkaufte er das Gut für 427.000 Thaler an den Pächter Carl August Diestel auf Gustävel und Cambs und ging danach nach London. Das Gut Grambow leistete danach weiter Abgaben an die Kirche, Pfarre und Küsterei zu Groß Brütz. Die Familie blieb noch bis 1945 in Grambow.
Das Gut Grambow und Charlottenthal wurden 1906 an das Großherzogliche Finanzministerium  verkauft. Bis 1908 erfolgte durch den Schweriner Hofbaurat Liss für den Großherzog Friedrich Franz IV. ein Umbau des Herrenhauses. Von 1943 bis 1945 befand sich im Herrenhaus eine Außenstelle des Reichssicherheitshauptamtes mit dem Reichskriminalpolizeiamt.
1945 durch die Rote Armee besetzt, wurde das Gut mit Herrenhaus erst 1949 an die Landesgüterverwaltung und das VEG übergeben. Von 1950 bis 1956 nutzte die NDPD das Herrenhaus als Landesparteischule. Danach wurde es bis 1989 als Schulungsstätte des Jugendverbandes FDJ der DDR genutzt.
Am 1. Juli 1950 wurde die bis dahin eigenständige Gemeinde Wodenhof eingegliedert.
1990 wurde die LPG aufgelöst, die Gaststätte geschlossen, der Torfabbau eingestellt und das Gut privatisiert. Das Herrenhaus und Wirtschaftsgebäude wurden um 2001 saniert und 2003 eröffnete die Jagdschule Gut Grambow.

## Politik

### Wappen
| Wappen von Grambow | Blasonierung: „In Gold über grünem Wellenschildfuß drei (2:1) schwarze Kraniche mit ausgebreiteten Flügeln, der untere aufwärts, die oberen schräg nach innen gerichtet.“ |
| Wappen von Grambow | Wappenbegründung: In dem Wappen soll der Wellenschildfuß das Naturschutzgebiet Grambower Moor symbolisieren. Die Kraniche deuten zum einen auf ein bevorzugtes Einstands- und Brutgebiet dieser Vögel im Grambower Moor an, zum anderen versinnbildlichen sie von der Anzahl her die beiden Ortsteile und die Siedlung. Das Wappen wurde von dem Weimarer Heraldiker Michael Zapfe gestaltet. Es wurde am 10. Juli 1998 durch das Ministerium des Innern genehmigt und unter der Nr. 167 der Wappenrolle des Landes Mecklenburg-Vorpommern registriert. |

### Flagge
Die Gemeinde verfügt über keine amtlich genehmigte Flagge.

### Dienstsiegel
Das Dienstsiegel zeigt das Gemeindewappen mit der Umschrift „GEMEINDE GRAMBOW • LANDKREIS NORDWESTMECKLENBURG“.

## Sehenswürdigkeiten
Sehenswert das 1845 errichtete und 1908 umgebaute Herrenhaus in Grambow mit einem landschaftsgeschützten Park in französischen Stil mit Ringgraben, Teich und frühdeutschen Turmhügel aus dem 14. bis 16. Jahrhundert.

## Verkehrsanbindung
Die Anschlussstelle Hagenow (Bundesautobahn 24 von Berlin nach Hamburg) liegt 17 Kilometer von Grambow entfernt, die Nachbargemeinde Brüsewitz liegt an der Bundesstraße 104 von Lübeck nach Schwerin.

## Gedruckte Quellen
- Mecklenburgisches Urkundenbuch (MUB)